# Caledothele annulatus
Caledothele annulatus is een spinnensoort uit de familie Dipluridae. De soort komt voor in Nieuw-Caledonië en Loyaliteitseilanden.